# Edvin
Edvin ist ein männlicher Vorname, abgeleitet von Edwin.

## Namensträger
- Edvin Adolphson (1893–1979), schwedischer Filmschauspieler und Regisseur
- Edvin Kanka Ćudić (* 1988), bosnischer Menschenrechtsaktivist
- Edvin Hodžić (1994–2018), österreichischer Fußballspieler
- Edvin Jurisevic (* 1975), US-amerikanischer Fußballschiedsrichter
- Edvin Marton (* 1974), ungarischer Komponist und Violinist
- Edvin Murati (* 1975), albanischer Fußballspieler
- Edvin Öhrström (1906–1994), schwedischer Bildhauer und Glaskünstler
- Edvin Ryding (* 2003), schwedischer Schauspieler
- Edvin Vesterby (* 1927), schwedischer Ringer

## Varianten
- Edvinas
- Edvīns
- Edwin